# Lugano-Tesserete-Bahn
| Motorwagen BCFe 4/4 der Serie 1–3, um 1910 |                     |                             |                             |
| Streckenlänge: | 7,8 km              |                             |                             |
| Spurweite: | 1000 mm (Meterspur) |                             |                             |
| Stromsystem: | 1000 V =            |                             |                             |
| Maximale Neigung: | 60 ‰                |                             |                             |
| Minimaler Radius: | 50 m                |                             |                             |
| |                     |                             |                             |
| \| \| \| zur Lugano-Ponte-Tresa-Bahn \| \| \| \| 0,00 \| Lugano LT \| 338 m \| \| \| 0,40 \| Massagno \| Massagno \| \| \| 0,84 \| Sassa \| Sassa \| \| \| 1,20 \| Ricordone \| Ricordone \| \| \| 2,91 \| Vira \| Vira \| \| \| 3,12 \| Trevano \| Trevano \| \| \| 3,80 \| Canobbio \| 421 m \| \| \| 5,53 \| Sureggio \| Sureggio \| \| \| 6,99 \| Lugaggia \| Lugaggia \| \| \| 7,83 \| Tesserete \| 517 m \| |                     |                             |                             |
| Strecke (außer Betrieb) |                     | zur Lugano-Ponte-Tresa-Bahn | zur Lugano-Ponte-Tresa-Bahn |
| Bahnhof (Strecke außer Betrieb) | 0,00                | Lugano LT                   | 338 m                       |
| Haltepunkt / Haltestelle (Strecke außer Betrieb) | 0,40                | Massagno                    | Massagno                    |
| Haltepunkt / Haltestelle (Strecke außer Betrieb) | 0,84                | Sassa                       | Sassa                       |
| Haltepunkt / Haltestelle (Strecke außer Betrieb) | 1,20                | Ricordone                   | Ricordone                   |
| Haltepunkt / Haltestelle (Strecke außer Betrieb) | 2,91                | Vira                        | Vira                        |
| Haltepunkt / Haltestelle (Strecke außer Betrieb) | 3,12                | Trevano                     | Trevano                     |
| Bahnhof (Strecke außer Betrieb) | 3,80                | Canobbio                    | 421 m                       |
| Haltepunkt / Haltestelle (Strecke außer Betrieb) | 5,53                | Sureggio                    | Sureggio                    |
| Haltepunkt / Haltestelle (Strecke außer Betrieb) | 6,99                | Lugaggia                    | Lugaggia                    |
| Kopfbahnhof Streckenende (Strecke außer Betrieb) | 7,83                | Tesserete                   | 517 m                       |

Die Lugano-Tesserete-Bahn, abgekürzt LT, italienisch Ferrovia Lugano–Tesserete, offiziell Ferrovia per la tramvia elettrica Lugano–Tesserete, ursprünglich Società per la tramvia elettrica Lugano–Tesserete, war neben der Lugano-Cadro-Dino-Bahn (LCD) und der noch existierenden Lugano-Ponte-Tresa-Bahn (FLP) eine von ursprünglich drei von Lugano ausgehenden meterspurigen Schmalspurbahnen. Eröffnet wurde sie 1909 und war von Beginn an elektrifiziert, die Einstellung erfolgte 1967.

## Bahnstrecke Lugano–Tesserete
Ausgangspunkt der Bahn nach Tesserete war das eigene Stationsgebäude am Rande des Bahnhofplatz von Lugano. Hier am Bahnhof der Gotthardlinie beziehungsweise in dessen unmittelbarem Umfeld haben heute noch die Lugano-Ponte-Tresa-Bahn und eine Standseilbahn als direkte Verbindung in das Stadtzentrum hinunter ihren Ausgangspunkt. Ihren Ausgangspunkt hatten dort zudem eine weitere Standseilbahn sowie die Strassenbahn Lugano.
Auf dem Weg von Lugano nach Tesserete wurden die folgenden Haltepunkte bedient: Massagno, Sassa, Ricordone, Vira, Trevano, Canobbio, Sureggio und Lugaggia. Da die Lugano-Ponte-Tresa-Bahn dieselbe Spurweite hatte, wurden regelmässig Güter- und Personenwagen ausgetauscht. Im Besonderen betraf dies die Güterwagen. Auch die gegenseitige Aushilfe mit Motorwagen ist immer wieder vorgekommen, da ebenfalls dasselbe Stromsystem vorhanden war.

## Fahrzeugpark
Das aufgelistete Rollmaterial wurde im Verlaufe der Zeit mit einem einzigen Neubaufahrzeug, dem 1948 beschafften C4 15, ergänzt. Charakteristisch für die ursprünglichen Motorwagen und Personenwagen aus den Jahren 1909 und 1910 waren ein Laternendach, das bei baugleichen Fahrzeugen aus derselben Zeit in der Schweiz eher unüblich war.
Alle anderen Fahrzeuge stammen von Gelegenheitskäufen von der Montreux-Berner-Oberland-Bahn (MOB) und der damaligen Solothurn-Zollikofen-Bern-Bahn (SZB), ehemals Elektrische Schmalspurbahn Solothurn–Bern (ESB), heute Regionalverkehr Bern–Solothurn (RBS).
Ursprünglich war der Anstrich weiss mit einem hellblauen Seitenband. Dieser Anstrich wich ab etwa 1947 einer hellblau/weissen Bemalung.
Anlässlich der Abschaffung der 3. Wagenklasse im Jahre 1956 wurden die Fahrzeuge entsprechend umbezeichnet: ABDe statt BCFe für die Motorwagen, B statt C für die Personenwagen.

### Motorwagen
- BCFe 4/4 1 bis 3 (1909) SIG

### Personenwagen
- C 11 (1909) SWS
- BC 12 (1910) SWS, 1925 umnummeriert C 12
- C 13, 1926 übernommen, ehemals Montreux-Berner-Oberland-Bahn (MOB) BC 352 (1904) SIG
- C 14, 1927 übernommen, ehemals Montreux-Berner-Oberland-Bahn (MOB) B 301 (1905) SIG
- C4 15 (1948) SIG
- B 16, 1957 übernommen, ehemals Solothurn-Zollikofen-Bern-Bahn (SZB) B 71 (1916) SIG
- B 17, 1957 übernommen, ehemals Solothurn-Zollikofen-Bern-Bahn (SZB) B 72 (1916) SIG

### Güterwagen
- K 21 und 22 (1909) SWS
- L 31 und 32 (1909) SWS
- M 41, 1951 umgebaut aus L 32
- S 51 und 52 (1911 und 1918)
- X 61, Fahrleitungsmontagewagen

### Verbleib der Fahrzeuge
Im Zusammenhang mit der Betriebseinstellung wurden die meisten Fahrzeuge um 1969 abgebrochen.
Kurz nach Betriebseinstellung im Jahre 1967 wurde der Triebwagen ABDe 4/4 1 als Ersatzteilspender an die Ferrovie autolinee regionali ticinesi (FART), auch als Centovallibahn bezeichnet, abgegeben. Auch der B4 15 gelangte an die FART, diese gab den Personenwagen 1991 weiter an die Società subalpina di imprese ferroviarie (SSIF), wo er mit Stand 2009 bezüglich der Inneneinrichtung umgebaut als A4 130 nach wie vor im Einsatz ist.
Die Lugano-Ponte-Tresa-Bahn übernahm die Güterwagen K 21 und 22 und baute diese 1968 in die Niederbordwagen Kklm 155 und 156 um. 1977 wurden diese abgebrochen.